# Setra Série 500
 (août 2016).
Si vous disposez d'ouvrages ou d'articles de référence ou si vous connaissez des sites web de qualité traitant du thème abordé ici, merci de compléter l'article en donnant les références utiles à sa vérifiabilité et en les liant à la section « Notes et références ».
La Série 500 est une série d'autobus et autocars de la marque allemande Setra. Elle est produite depuis 2012.
Cette série intègre des autobus urbains, autocars interurbains et de tourisme.

## Historique

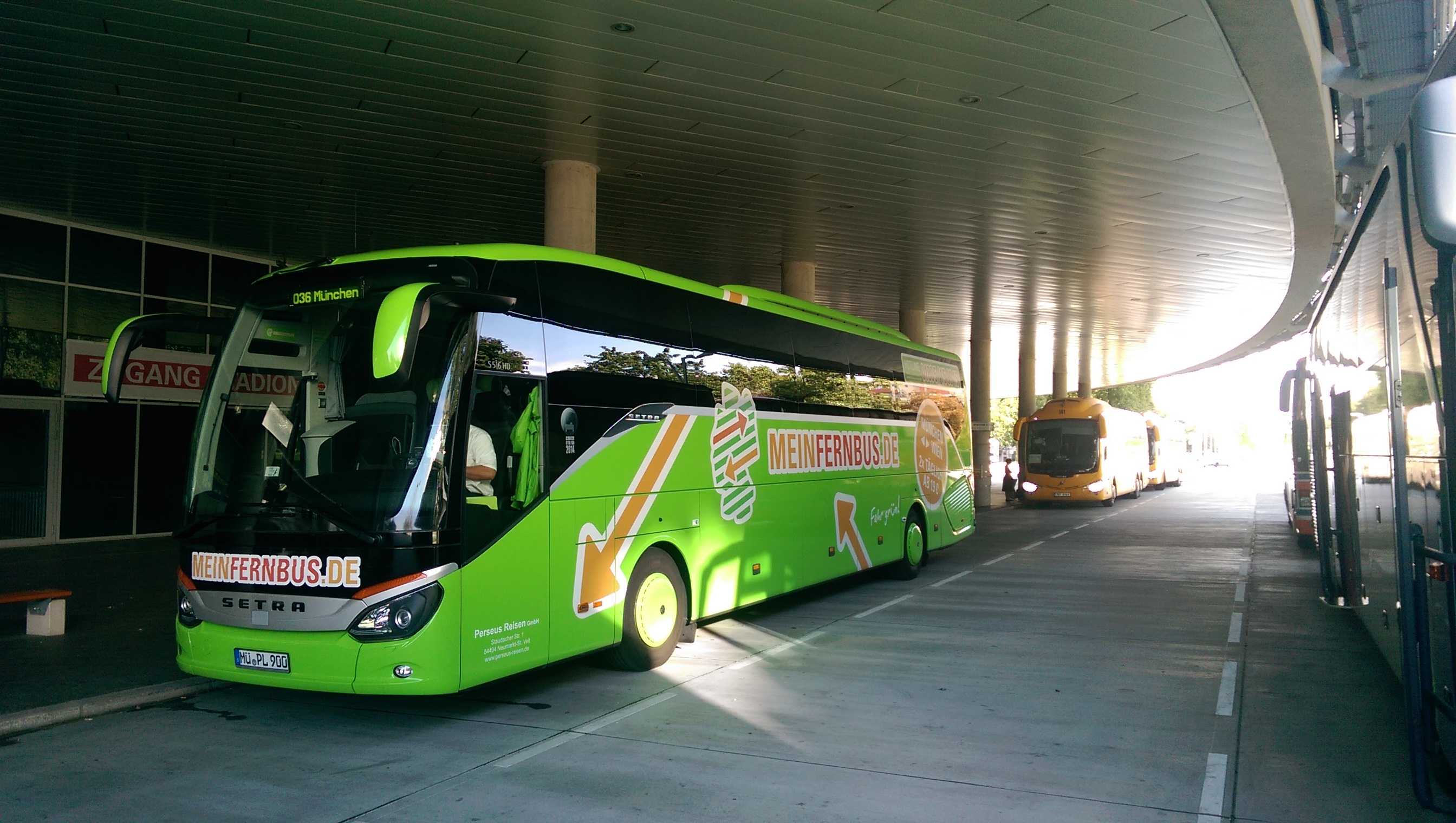
Setra S 516 HD

La production et commercialisation de la Série 500 commença en 2012 afin de remplacer la Série 400.

## Les véhicules

### Désignation
- Lettre : S = désigne le S du mot Setra.
- Premier chiffre : 5 = désigne la série de laquelle fait partie le véhicule (Séries 100 à 500).
- Deuxième numéro : 
  - Pour les minibus, standard et articulé : de 08 à 21 =
  - Pour les véhicules à étages : 28 à 31 =
- Autre lettres :

### Gammes et modèles

#### MultiClass
La gamme Multiclass 500 LE a été dévoilée le 22 mars 2023 par l'ajout de 4 véhicules à entrée surbaissée aux 2 premières portes (LE dite Low Entry en Anglais) polyvalents aussi bien adaptés pour le transport urbain qu'interurbain. Cette gamme se veut polyvalente puisqu'ils peuvent être fabriqués et homologués aussi bien en tant qu'autobus (class I) ou autocar (class II), avec une grande personnalisation des portes, du poste de conduite, des sièges, de la boite de vitesse et propose en option l'hybridation légère dit hybrid récupérant l'énergie au freinage pour aider le moteur OM 936 au démarrage afin de réduire la consommation du véhicule.
La fabrication est prévue dès l'automne 2023 pour les modèles S 515 LE et S 516 LE et suivra en 2024 pour les S 510 LE et S 518 LE.
- S 510 LE : Longueur de 10,510m, nouvelle longueur non présente dans l'ancienne gamme. Moteur OM 936.
- S 515 LE : Longueur de 12,210m, remplace le S 415 LE Business. Moteur OM 936.
- S 516 LE : Longueur de 12,920m, remplace le S 416 LE Business. Moteur OM 936.
- S 518 LE : Longueur de 14,520m, remplace le S 418 LE Business et possède trois essieux. Moteur OM 470 (non disponible en hybrid).

Le reste de la gamme MultiClass 400 n'a pas été reconduite dans la série 500, laissant la place au Mercedes-Benz Intouro sur les segments autocars H et UL (Business) et au Mercedes-Benz Citaro sur le segment autobus NF.

#### ComfortClass
La gamme ComfortClass 500, comme l'indique son nom, intègre des autocars confortables destinés pour de la longue distance et parfois du tourisme.
HD
- S 511 HD : autocar le plus court de la gamme ComfortClass 500. Il remplace le S 411 HD.
- S 515 HD : autocar de taille standard (12 mètres). Il remplace les S 415 HD et S 415 GT-HD.
- S 516 HD, HD/2 et HD/3 : autocar faisant environ un mètre de plus que le précédent. La version HD/3 possède trois essieux. Il remplace le S 416 GT-HD.
- S 517 HD : autocar d'environ 14 mètres de long et possède trois essieux. Il remplace le S 417 GT-HD.
- S 519 HD : autocar d'environ 15 mètres de long et possède trois essieux. Il est le plus grand de la gamme ConfortClass 500. Il remplace le S 419 GT-HD.

MD - Middle Decker
- S 515 MD : autocar de taille standard (12 mètres) faisant partie de la nouvelle catégorie MD (Middle Decker).
- S 516 MD : autocar faisant environ un mètre de plus que le précédent. Il remplace les S 416 GT et S 416 H.

Les Middle Decker ne sont plus produits.

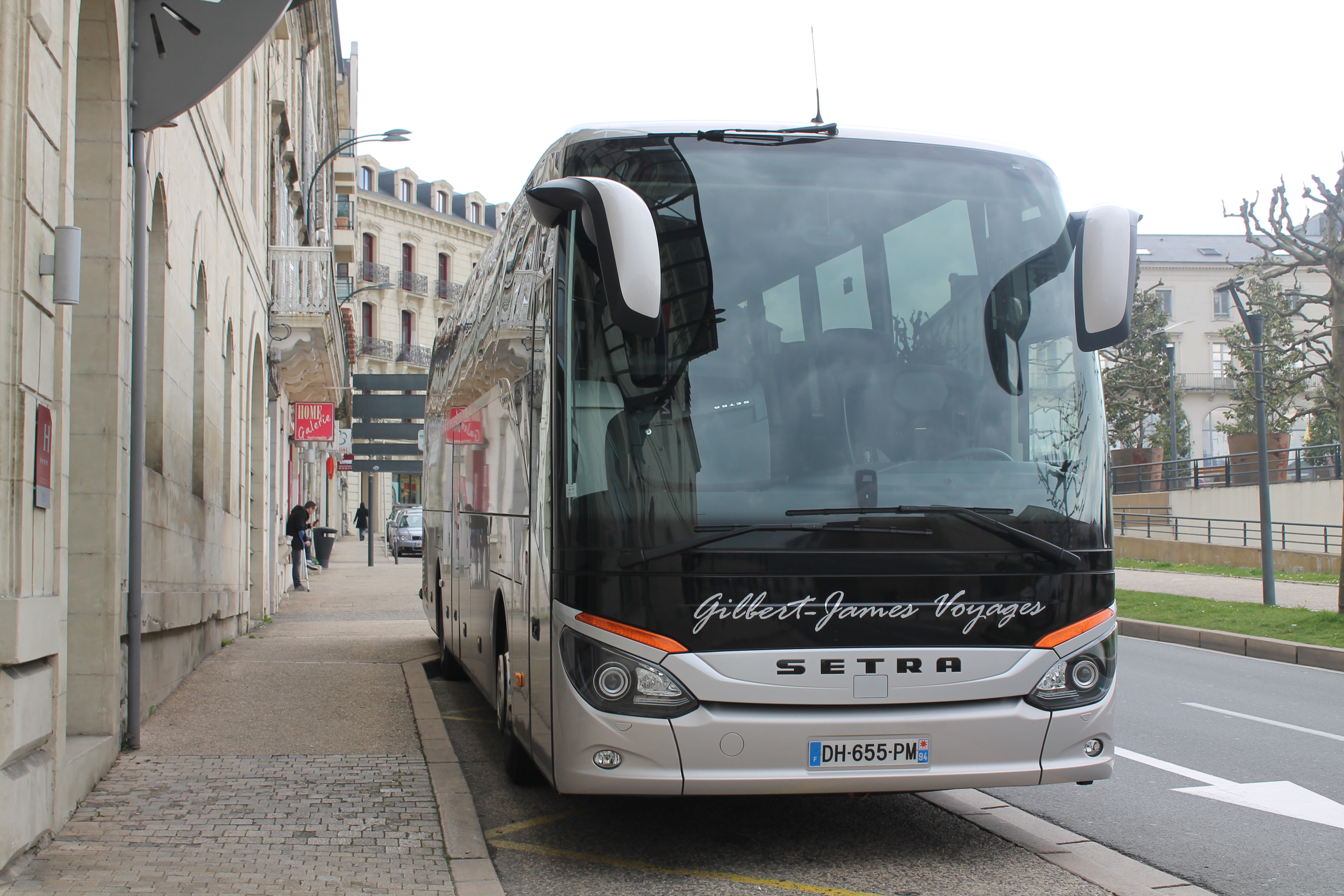
Setra S 515 HD

#### TopClass
La gamme TopClass 500 intègre des autocars haut de gamme destinés au tourisme uniquement.
HDH
- S 515 HDH : autocar équivalent au S 515 HD de la gamme ComfortClass 500 affiche une hauteur supérieure. Il remplace le S 415 HDH.
- S 516 HDH : autocar équivalent au S 516 HD de la gamme ComfortClass 500 affiche une hauteur supérieure. Il possède trois essieux. Il remplace le S 416 HDH.
- S 517 HDH : autocar équivalent au S 517 HD de la gamme ComfortClass 500 affiche une hauteur supérieure. Il remplace le S 417 HDH.

DT
- S 531 DT : autocar à étages et à trois essieux. Il remplace le S 431 DT.